# Пахман, Владимир
Владимир Пахман (чеш. Vladimír Pachman; 16 апреля 1918, Бела-под-Бездезем — 8 августа 1984, Прага) — чехословацкий шахматный композитор. Брат Людека Пахмана.

## Биография
Международный гроссмейстер (1975) и арбитр (1956) по шахматной композиции. Редактор задачного отдела журнала «Ческословенски шах» (1952—1953 и 1958—1965). Председатель Комиссии ЧССР по шахматной композиции (1950—1952 и 1958—1964) и представитель ЧССР в Постоянной комиссии ФИДЕ по шахматной композиции (1956—1963). Автор ряда книг и статей по вопросам композиции. Преподаватель философии.
С 1934 опубликовал свыше 1 тысячи композиций разных жанров, главным образом трёх- и многоходовки чешского стиля (см. Чешская школа в задаче), а также задачи логического направления (см. Логическая школа в задаче), этюды, задачи на кооперативный мат. Завоевал на конкурсах 175 призов, в том числе свыше 70 — первых. Чемпион ЧССР по трёх- и многоходовкам (8 раз), а также по этюдам.

## Творчество
|   | a | b | c | d | e | f | g | h |   |
| - | --- | --- | --- | --- | --- | --- | --- | --- | - |
| 8 | c8 белый король · c7 чёрная пешка · d7 чёрная пешка · e6 чёрная пешка · e5 чёрный король · f5 белый слон · d4 белый конь · e4 белый конь · g4 белая ладья · h4 чёрная пешка · a3 белый ферзь · b3 чёрный слон · d3 белая пешка · h3 чёрная пешка · c2 чёрная пешка · g2 чёрная пешка · h2 чёрный конь · c1 чёрная ладья · d1 чёрная ладья · e1 чёрный слон | c8 белый король · c7 чёрная пешка · d7 чёрная пешка · e6 чёрная пешка · e5 чёрный король · f5 белый слон · d4 белый конь · e4 белый конь · g4 белая ладья · h4 чёрная пешка · a3 белый ферзь · b3 чёрный слон · d3 белая пешка · h3 чёрная пешка · c2 чёрная пешка · g2 чёрная пешка · h2 чёрный конь · c1 чёрная ладья · d1 чёрная ладья · e1 чёрный слон | c8 белый король · c7 чёрная пешка · d7 чёрная пешка · e6 чёрная пешка · e5 чёрный король · f5 белый слон · d4 белый конь · e4 белый конь · g4 белая ладья · h4 чёрная пешка · a3 белый ферзь · b3 чёрный слон · d3 белая пешка · h3 чёрная пешка · c2 чёрная пешка · g2 чёрная пешка · h2 чёрный конь · c1 чёрная ладья · d1 чёрная ладья · e1 чёрный слон | c8 белый король · c7 чёрная пешка · d7 чёрная пешка · e6 чёрная пешка · e5 чёрный король · f5 белый слон · d4 белый конь · e4 белый конь · g4 белая ладья · h4 чёрная пешка · a3 белый ферзь · b3 чёрный слон · d3 белая пешка · h3 чёрная пешка · c2 чёрная пешка · g2 чёрная пешка · h2 чёрный конь · c1 чёрная ладья · d1 чёрная ладья · e1 чёрный слон | c8 белый король · c7 чёрная пешка · d7 чёрная пешка · e6 чёрная пешка · e5 чёрный король · f5 белый слон · d4 белый конь · e4 белый конь · g4 белая ладья · h4 чёрная пешка · a3 белый ферзь · b3 чёрный слон · d3 белая пешка · h3 чёрная пешка · c2 чёрная пешка · g2 чёрная пешка · h2 чёрный конь · c1 чёрная ладья · d1 чёрная ладья · e1 чёрный слон | c8 белый король · c7 чёрная пешка · d7 чёрная пешка · e6 чёрная пешка · e5 чёрный король · f5 белый слон · d4 белый конь · e4 белый конь · g4 белая ладья · h4 чёрная пешка · a3 белый ферзь · b3 чёрный слон · d3 белая пешка · h3 чёрная пешка · c2 чёрная пешка · g2 чёрная пешка · h2 чёрный конь · c1 чёрная ладья · d1 чёрная ладья · e1 чёрный слон | c8 белый король · c7 чёрная пешка · d7 чёрная пешка · e6 чёрная пешка · e5 чёрный король · f5 белый слон · d4 белый конь · e4 белый конь · g4 белая ладья · h4 чёрная пешка · a3 белый ферзь · b3 чёрный слон · d3 белая пешка · h3 чёрная пешка · c2 чёрная пешка · g2 чёрная пешка · h2 чёрный конь · c1 чёрная ладья · d1 чёрная ладья · e1 чёрный слон | c8 белый король · c7 чёрная пешка · d7 чёрная пешка · e6 чёрная пешка · e5 чёрный король · f5 белый слон · d4 белый конь · e4 белый конь · g4 белая ладья · h4 чёрная пешка · a3 белый ферзь · b3 чёрный слон · d3 белая пешка · h3 чёрная пешка · c2 чёрная пешка · g2 чёрная пешка · h2 чёрный конь · c1 чёрная ладья · d1 чёрная ладья · e1 чёрный слон | 8 |
| 7 | c8 белый король · c7 чёрная пешка · d7 чёрная пешка · e6 чёрная пешка · e5 чёрный король · f5 белый слон · d4 белый конь · e4 белый конь · g4 белая ладья · h4 чёрная пешка · a3 белый ферзь · b3 чёрный слон · d3 белая пешка · h3 чёрная пешка · c2 чёрная пешка · g2 чёрная пешка · h2 чёрный конь · c1 чёрная ладья · d1 чёрная ладья · e1 чёрный слон | c8 белый король · c7 чёрная пешка · d7 чёрная пешка · e6 чёрная пешка · e5 чёрный король · f5 белый слон · d4 белый конь · e4 белый конь · g4 белая ладья · h4 чёрная пешка · a3 белый ферзь · b3 чёрный слон · d3 белая пешка · h3 чёрная пешка · c2 чёрная пешка · g2 чёрная пешка · h2 чёрный конь · c1 чёрная ладья · d1 чёрная ладья · e1 чёрный слон | c8 белый король · c7 чёрная пешка · d7 чёрная пешка · e6 чёрная пешка · e5 чёрный король · f5 белый слон · d4 белый конь · e4 белый конь · g4 белая ладья · h4 чёрная пешка · a3 белый ферзь · b3 чёрный слон · d3 белая пешка · h3 чёрная пешка · c2 чёрная пешка · g2 чёрная пешка · h2 чёрный конь · c1 чёрная ладья · d1 чёрная ладья · e1 чёрный слон | c8 белый король · c7 чёрная пешка · d7 чёрная пешка · e6 чёрная пешка · e5 чёрный король · f5 белый слон · d4 белый конь · e4 белый конь · g4 белая ладья · h4 чёрная пешка · a3 белый ферзь · b3 чёрный слон · d3 белая пешка · h3 чёрная пешка · c2 чёрная пешка · g2 чёрная пешка · h2 чёрный конь · c1 чёрная ладья · d1 чёрная ладья · e1 чёрный слон | c8 белый король · c7 чёрная пешка · d7 чёрная пешка · e6 чёрная пешка · e5 чёрный король · f5 белый слон · d4 белый конь · e4 белый конь · g4 белая ладья · h4 чёрная пешка · a3 белый ферзь · b3 чёрный слон · d3 белая пешка · h3 чёрная пешка · c2 чёрная пешка · g2 чёрная пешка · h2 чёрный конь · c1 чёрная ладья · d1 чёрная ладья · e1 чёрный слон | c8 белый король · c7 чёрная пешка · d7 чёрная пешка · e6 чёрная пешка · e5 чёрный король · f5 белый слон · d4 белый конь · e4 белый конь · g4 белая ладья · h4 чёрная пешка · a3 белый ферзь · b3 чёрный слон · d3 белая пешка · h3 чёрная пешка · c2 чёрная пешка · g2 чёрная пешка · h2 чёрный конь · c1 чёрная ладья · d1 чёрная ладья · e1 чёрный слон | c8 белый король · c7 чёрная пешка · d7 чёрная пешка · e6 чёрная пешка · e5 чёрный король · f5 белый слон · d4 белый конь · e4 белый конь · g4 белая ладья · h4 чёрная пешка · a3 белый ферзь · b3 чёрный слон · d3 белая пешка · h3 чёрная пешка · c2 чёрная пешка · g2 чёрная пешка · h2 чёрный конь · c1 чёрная ладья · d1 чёрная ладья · e1 чёрный слон | c8 белый король · c7 чёрная пешка · d7 чёрная пешка · e6 чёрная пешка · e5 чёрный король · f5 белый слон · d4 белый конь · e4 белый конь · g4 белая ладья · h4 чёрная пешка · a3 белый ферзь · b3 чёрный слон · d3 белая пешка · h3 чёрная пешка · c2 чёрная пешка · g2 чёрная пешка · h2 чёрный конь · c1 чёрная ладья · d1 чёрная ладья · e1 чёрный слон | 7 |
| 6 | c8 белый король · c7 чёрная пешка · d7 чёрная пешка · e6 чёрная пешка · e5 чёрный король · f5 белый слон · d4 белый конь · e4 белый конь · g4 белая ладья · h4 чёрная пешка · a3 белый ферзь · b3 чёрный слон · d3 белая пешка · h3 чёрная пешка · c2 чёрная пешка · g2 чёрная пешка · h2 чёрный конь · c1 чёрная ладья · d1 чёрная ладья · e1 чёрный слон | c8 белый король · c7 чёрная пешка · d7 чёрная пешка · e6 чёрная пешка · e5 чёрный король · f5 белый слон · d4 белый конь · e4 белый конь · g4 белая ладья · h4 чёрная пешка · a3 белый ферзь · b3 чёрный слон · d3 белая пешка · h3 чёрная пешка · c2 чёрная пешка · g2 чёрная пешка · h2 чёрный конь · c1 чёрная ладья · d1 чёрная ладья · e1 чёрный слон | c8 белый король · c7 чёрная пешка · d7 чёрная пешка · e6 чёрная пешка · e5 чёрный король · f5 белый слон · d4 белый конь · e4 белый конь · g4 белая ладья · h4 чёрная пешка · a3 белый ферзь · b3 чёрный слон · d3 белая пешка · h3 чёрная пешка · c2 чёрная пешка · g2 чёрная пешка · h2 чёрный конь · c1 чёрная ладья · d1 чёрная ладья · e1 чёрный слон | c8 белый король · c7 чёрная пешка · d7 чёрная пешка · e6 чёрная пешка · e5 чёрный король · f5 белый слон · d4 белый конь · e4 белый конь · g4 белая ладья · h4 чёрная пешка · a3 белый ферзь · b3 чёрный слон · d3 белая пешка · h3 чёрная пешка · c2 чёрная пешка · g2 чёрная пешка · h2 чёрный конь · c1 чёрная ладья · d1 чёрная ладья · e1 чёрный слон | c8 белый король · c7 чёрная пешка · d7 чёрная пешка · e6 чёрная пешка · e5 чёрный король · f5 белый слон · d4 белый конь · e4 белый конь · g4 белая ладья · h4 чёрная пешка · a3 белый ферзь · b3 чёрный слон · d3 белая пешка · h3 чёрная пешка · c2 чёрная пешка · g2 чёрная пешка · h2 чёрный конь · c1 чёрная ладья · d1 чёрная ладья · e1 чёрный слон | c8 белый король · c7 чёрная пешка · d7 чёрная пешка · e6 чёрная пешка · e5 чёрный король · f5 белый слон · d4 белый конь · e4 белый конь · g4 белая ладья · h4 чёрная пешка · a3 белый ферзь · b3 чёрный слон · d3 белая пешка · h3 чёрная пешка · c2 чёрная пешка · g2 чёрная пешка · h2 чёрный конь · c1 чёрная ладья · d1 чёрная ладья · e1 чёрный слон | c8 белый король · c7 чёрная пешка · d7 чёрная пешка · e6 чёрная пешка · e5 чёрный король · f5 белый слон · d4 белый конь · e4 белый конь · g4 белая ладья · h4 чёрная пешка · a3 белый ферзь · b3 чёрный слон · d3 белая пешка · h3 чёрная пешка · c2 чёрная пешка · g2 чёрная пешка · h2 чёрный конь · c1 чёрная ладья · d1 чёрная ладья · e1 чёрный слон | c8 белый король · c7 чёрная пешка · d7 чёрная пешка · e6 чёрная пешка · e5 чёрный король · f5 белый слон · d4 белый конь · e4 белый конь · g4 белая ладья · h4 чёрная пешка · a3 белый ферзь · b3 чёрный слон · d3 белая пешка · h3 чёрная пешка · c2 чёрная пешка · g2 чёрная пешка · h2 чёрный конь · c1 чёрная ладья · d1 чёрная ладья · e1 чёрный слон | 6 |
| 5 | c8 белый король · c7 чёрная пешка · d7 чёрная пешка · e6 чёрная пешка · e5 чёрный король · f5 белый слон · d4 белый конь · e4 белый конь · g4 белая ладья · h4 чёрная пешка · a3 белый ферзь · b3 чёрный слон · d3 белая пешка · h3 чёрная пешка · c2 чёрная пешка · g2 чёрная пешка · h2 чёрный конь · c1 чёрная ладья · d1 чёрная ладья · e1 чёрный слон | c8 белый король · c7 чёрная пешка · d7 чёрная пешка · e6 чёрная пешка · e5 чёрный король · f5 белый слон · d4 белый конь · e4 белый конь · g4 белая ладья · h4 чёрная пешка · a3 белый ферзь · b3 чёрный слон · d3 белая пешка · h3 чёрная пешка · c2 чёрная пешка · g2 чёрная пешка · h2 чёрный конь · c1 чёрная ладья · d1 чёрная ладья · e1 чёрный слон | c8 белый король · c7 чёрная пешка · d7 чёрная пешка · e6 чёрная пешка · e5 чёрный король · f5 белый слон · d4 белый конь · e4 белый конь · g4 белая ладья · h4 чёрная пешка · a3 белый ферзь · b3 чёрный слон · d3 белая пешка · h3 чёрная пешка · c2 чёрная пешка · g2 чёрная пешка · h2 чёрный конь · c1 чёрная ладья · d1 чёрная ладья · e1 чёрный слон | c8 белый король · c7 чёрная пешка · d7 чёрная пешка · e6 чёрная пешка · e5 чёрный король · f5 белый слон · d4 белый конь · e4 белый конь · g4 белая ладья · h4 чёрная пешка · a3 белый ферзь · b3 чёрный слон · d3 белая пешка · h3 чёрная пешка · c2 чёрная пешка · g2 чёрная пешка · h2 чёрный конь · c1 чёрная ладья · d1 чёрная ладья · e1 чёрный слон | c8 белый король · c7 чёрная пешка · d7 чёрная пешка · e6 чёрная пешка · e5 чёрный король · f5 белый слон · d4 белый конь · e4 белый конь · g4 белая ладья · h4 чёрная пешка · a3 белый ферзь · b3 чёрный слон · d3 белая пешка · h3 чёрная пешка · c2 чёрная пешка · g2 чёрная пешка · h2 чёрный конь · c1 чёрная ладья · d1 чёрная ладья · e1 чёрный слон | c8 белый король · c7 чёрная пешка · d7 чёрная пешка · e6 чёрная пешка · e5 чёрный король · f5 белый слон · d4 белый конь · e4 белый конь · g4 белая ладья · h4 чёрная пешка · a3 белый ферзь · b3 чёрный слон · d3 белая пешка · h3 чёрная пешка · c2 чёрная пешка · g2 чёрная пешка · h2 чёрный конь · c1 чёрная ладья · d1 чёрная ладья · e1 чёрный слон | c8 белый король · c7 чёрная пешка · d7 чёрная пешка · e6 чёрная пешка · e5 чёрный король · f5 белый слон · d4 белый конь · e4 белый конь · g4 белая ладья · h4 чёрная пешка · a3 белый ферзь · b3 чёрный слон · d3 белая пешка · h3 чёрная пешка · c2 чёрная пешка · g2 чёрная пешка · h2 чёрный конь · c1 чёрная ладья · d1 чёрная ладья · e1 чёрный слон | c8 белый король · c7 чёрная пешка · d7 чёрная пешка · e6 чёрная пешка · e5 чёрный король · f5 белый слон · d4 белый конь · e4 белый конь · g4 белая ладья · h4 чёрная пешка · a3 белый ферзь · b3 чёрный слон · d3 белая пешка · h3 чёрная пешка · c2 чёрная пешка · g2 чёрная пешка · h2 чёрный конь · c1 чёрная ладья · d1 чёрная ладья · e1 чёрный слон | 5 |
| 4 | c8 белый король · c7 чёрная пешка · d7 чёрная пешка · e6 чёрная пешка · e5 чёрный король · f5 белый слон · d4 белый конь · e4 белый конь · g4 белая ладья · h4 чёрная пешка · a3 белый ферзь · b3 чёрный слон · d3 белая пешка · h3 чёрная пешка · c2 чёрная пешка · g2 чёрная пешка · h2 чёрный конь · c1 чёрная ладья · d1 чёрная ладья · e1 чёрный слон | c8 белый король · c7 чёрная пешка · d7 чёрная пешка · e6 чёрная пешка · e5 чёрный король · f5 белый слон · d4 белый конь · e4 белый конь · g4 белая ладья · h4 чёрная пешка · a3 белый ферзь · b3 чёрный слон · d3 белая пешка · h3 чёрная пешка · c2 чёрная пешка · g2 чёрная пешка · h2 чёрный конь · c1 чёрная ладья · d1 чёрная ладья · e1 чёрный слон | c8 белый король · c7 чёрная пешка · d7 чёрная пешка · e6 чёрная пешка · e5 чёрный король · f5 белый слон · d4 белый конь · e4 белый конь · g4 белая ладья · h4 чёрная пешка · a3 белый ферзь · b3 чёрный слон · d3 белая пешка · h3 чёрная пешка · c2 чёрная пешка · g2 чёрная пешка · h2 чёрный конь · c1 чёрная ладья · d1 чёрная ладья · e1 чёрный слон | c8 белый король · c7 чёрная пешка · d7 чёрная пешка · e6 чёрная пешка · e5 чёрный король · f5 белый слон · d4 белый конь · e4 белый конь · g4 белая ладья · h4 чёрная пешка · a3 белый ферзь · b3 чёрный слон · d3 белая пешка · h3 чёрная пешка · c2 чёрная пешка · g2 чёрная пешка · h2 чёрный конь · c1 чёрная ладья · d1 чёрная ладья · e1 чёрный слон | c8 белый король · c7 чёрная пешка · d7 чёрная пешка · e6 чёрная пешка · e5 чёрный король · f5 белый слон · d4 белый конь · e4 белый конь · g4 белая ладья · h4 чёрная пешка · a3 белый ферзь · b3 чёрный слон · d3 белая пешка · h3 чёрная пешка · c2 чёрная пешка · g2 чёрная пешка · h2 чёрный конь · c1 чёрная ладья · d1 чёрная ладья · e1 чёрный слон | c8 белый король · c7 чёрная пешка · d7 чёрная пешка · e6 чёрная пешка · e5 чёрный король · f5 белый слон · d4 белый конь · e4 белый конь · g4 белая ладья · h4 чёрная пешка · a3 белый ферзь · b3 чёрный слон · d3 белая пешка · h3 чёрная пешка · c2 чёрная пешка · g2 чёрная пешка · h2 чёрный конь · c1 чёрная ладья · d1 чёрная ладья · e1 чёрный слон | c8 белый король · c7 чёрная пешка · d7 чёрная пешка · e6 чёрная пешка · e5 чёрный король · f5 белый слон · d4 белый конь · e4 белый конь · g4 белая ладья · h4 чёрная пешка · a3 белый ферзь · b3 чёрный слон · d3 белая пешка · h3 чёрная пешка · c2 чёрная пешка · g2 чёрная пешка · h2 чёрный конь · c1 чёрная ладья · d1 чёрная ладья · e1 чёрный слон | c8 белый король · c7 чёрная пешка · d7 чёрная пешка · e6 чёрная пешка · e5 чёрный король · f5 белый слон · d4 белый конь · e4 белый конь · g4 белая ладья · h4 чёрная пешка · a3 белый ферзь · b3 чёрный слон · d3 белая пешка · h3 чёрная пешка · c2 чёрная пешка · g2 чёрная пешка · h2 чёрный конь · c1 чёрная ладья · d1 чёрная ладья · e1 чёрный слон | 4 |
| 3 | c8 белый король · c7 чёрная пешка · d7 чёрная пешка · e6 чёрная пешка · e5 чёрный король · f5 белый слон · d4 белый конь · e4 белый конь · g4 белая ладья · h4 чёрная пешка · a3 белый ферзь · b3 чёрный слон · d3 белая пешка · h3 чёрная пешка · c2 чёрная пешка · g2 чёрная пешка · h2 чёрный конь · c1 чёрная ладья · d1 чёрная ладья · e1 чёрный слон | c8 белый король · c7 чёрная пешка · d7 чёрная пешка · e6 чёрная пешка · e5 чёрный король · f5 белый слон · d4 белый конь · e4 белый конь · g4 белая ладья · h4 чёрная пешка · a3 белый ферзь · b3 чёрный слон · d3 белая пешка · h3 чёрная пешка · c2 чёрная пешка · g2 чёрная пешка · h2 чёрный конь · c1 чёрная ладья · d1 чёрная ладья · e1 чёрный слон | c8 белый король · c7 чёрная пешка · d7 чёрная пешка · e6 чёрная пешка · e5 чёрный король · f5 белый слон · d4 белый конь · e4 белый конь · g4 белая ладья · h4 чёрная пешка · a3 белый ферзь · b3 чёрный слон · d3 белая пешка · h3 чёрная пешка · c2 чёрная пешка · g2 чёрная пешка · h2 чёрный конь · c1 чёрная ладья · d1 чёрная ладья · e1 чёрный слон | c8 белый король · c7 чёрная пешка · d7 чёрная пешка · e6 чёрная пешка · e5 чёрный король · f5 белый слон · d4 белый конь · e4 белый конь · g4 белая ладья · h4 чёрная пешка · a3 белый ферзь · b3 чёрный слон · d3 белая пешка · h3 чёрная пешка · c2 чёрная пешка · g2 чёрная пешка · h2 чёрный конь · c1 чёрная ладья · d1 чёрная ладья · e1 чёрный слон | c8 белый король · c7 чёрная пешка · d7 чёрная пешка · e6 чёрная пешка · e5 чёрный король · f5 белый слон · d4 белый конь · e4 белый конь · g4 белая ладья · h4 чёрная пешка · a3 белый ферзь · b3 чёрный слон · d3 белая пешка · h3 чёрная пешка · c2 чёрная пешка · g2 чёрная пешка · h2 чёрный конь · c1 чёрная ладья · d1 чёрная ладья · e1 чёрный слон | c8 белый король · c7 чёрная пешка · d7 чёрная пешка · e6 чёрная пешка · e5 чёрный король · f5 белый слон · d4 белый конь · e4 белый конь · g4 белая ладья · h4 чёрная пешка · a3 белый ферзь · b3 чёрный слон · d3 белая пешка · h3 чёрная пешка · c2 чёрная пешка · g2 чёрная пешка · h2 чёрный конь · c1 чёрная ладья · d1 чёрная ладья · e1 чёрный слон | c8 белый король · c7 чёрная пешка · d7 чёрная пешка · e6 чёрная пешка · e5 чёрный король · f5 белый слон · d4 белый конь · e4 белый конь · g4 белая ладья · h4 чёрная пешка · a3 белый ферзь · b3 чёрный слон · d3 белая пешка · h3 чёрная пешка · c2 чёрная пешка · g2 чёрная пешка · h2 чёрный конь · c1 чёрная ладья · d1 чёрная ладья · e1 чёрный слон | c8 белый король · c7 чёрная пешка · d7 чёрная пешка · e6 чёрная пешка · e5 чёрный король · f5 белый слон · d4 белый конь · e4 белый конь · g4 белая ладья · h4 чёрная пешка · a3 белый ферзь · b3 чёрный слон · d3 белая пешка · h3 чёрная пешка · c2 чёрная пешка · g2 чёрная пешка · h2 чёрный конь · c1 чёрная ладья · d1 чёрная ладья · e1 чёрный слон | 3 |
| 2 | c8 белый король · c7 чёрная пешка · d7 чёрная пешка · e6 чёрная пешка · e5 чёрный король · f5 белый слон · d4 белый конь · e4 белый конь · g4 белая ладья · h4 чёрная пешка · a3 белый ферзь · b3 чёрный слон · d3 белая пешка · h3 чёрная пешка · c2 чёрная пешка · g2 чёрная пешка · h2 чёрный конь · c1 чёрная ладья · d1 чёрная ладья · e1 чёрный слон | c8 белый король · c7 чёрная пешка · d7 чёрная пешка · e6 чёрная пешка · e5 чёрный король · f5 белый слон · d4 белый конь · e4 белый конь · g4 белая ладья · h4 чёрная пешка · a3 белый ферзь · b3 чёрный слон · d3 белая пешка · h3 чёрная пешка · c2 чёрная пешка · g2 чёрная пешка · h2 чёрный конь · c1 чёрная ладья · d1 чёрная ладья · e1 чёрный слон | c8 белый король · c7 чёрная пешка · d7 чёрная пешка · e6 чёрная пешка · e5 чёрный король · f5 белый слон · d4 белый конь · e4 белый конь · g4 белая ладья · h4 чёрная пешка · a3 белый ферзь · b3 чёрный слон · d3 белая пешка · h3 чёрная пешка · c2 чёрная пешка · g2 чёрная пешка · h2 чёрный конь · c1 чёрная ладья · d1 чёрная ладья · e1 чёрный слон | c8 белый король · c7 чёрная пешка · d7 чёрная пешка · e6 чёрная пешка · e5 чёрный король · f5 белый слон · d4 белый конь · e4 белый конь · g4 белая ладья · h4 чёрная пешка · a3 белый ферзь · b3 чёрный слон · d3 белая пешка · h3 чёрная пешка · c2 чёрная пешка · g2 чёрная пешка · h2 чёрный конь · c1 чёрная ладья · d1 чёрная ладья · e1 чёрный слон | c8 белый король · c7 чёрная пешка · d7 чёрная пешка · e6 чёрная пешка · e5 чёрный король · f5 белый слон · d4 белый конь · e4 белый конь · g4 белая ладья · h4 чёрная пешка · a3 белый ферзь · b3 чёрный слон · d3 белая пешка · h3 чёрная пешка · c2 чёрная пешка · g2 чёрная пешка · h2 чёрный конь · c1 чёрная ладья · d1 чёрная ладья · e1 чёрный слон | c8 белый король · c7 чёрная пешка · d7 чёрная пешка · e6 чёрная пешка · e5 чёрный король · f5 белый слон · d4 белый конь · e4 белый конь · g4 белая ладья · h4 чёрная пешка · a3 белый ферзь · b3 чёрный слон · d3 белая пешка · h3 чёрная пешка · c2 чёрная пешка · g2 чёрная пешка · h2 чёрный конь · c1 чёрная ладья · d1 чёрная ладья · e1 чёрный слон | c8 белый король · c7 чёрная пешка · d7 чёрная пешка · e6 чёрная пешка · e5 чёрный король · f5 белый слон · d4 белый конь · e4 белый конь · g4 белая ладья · h4 чёрная пешка · a3 белый ферзь · b3 чёрный слон · d3 белая пешка · h3 чёрная пешка · c2 чёрная пешка · g2 чёрная пешка · h2 чёрный конь · c1 чёрная ладья · d1 чёрная ладья · e1 чёрный слон | c8 белый король · c7 чёрная пешка · d7 чёрная пешка · e6 чёрная пешка · e5 чёрный король · f5 белый слон · d4 белый конь · e4 белый конь · g4 белая ладья · h4 чёрная пешка · a3 белый ферзь · b3 чёрный слон · d3 белая пешка · h3 чёрная пешка · c2 чёрная пешка · g2 чёрная пешка · h2 чёрный конь · c1 чёрная ладья · d1 чёрная ладья · e1 чёрный слон | 2 |
| 1 | c8 белый король · c7 чёрная пешка · d7 чёрная пешка · e6 чёрная пешка · e5 чёрный король · f5 белый слон · d4 белый конь · e4 белый конь · g4 белая ладья · h4 чёрная пешка · a3 белый ферзь · b3 чёрный слон · d3 белая пешка · h3 чёрная пешка · c2 чёрная пешка · g2 чёрная пешка · h2 чёрный конь · c1 чёрная ладья · d1 чёрная ладья · e1 чёрный слон | c8 белый король · c7 чёрная пешка · d7 чёрная пешка · e6 чёрная пешка · e5 чёрный король · f5 белый слон · d4 белый конь · e4 белый конь · g4 белая ладья · h4 чёрная пешка · a3 белый ферзь · b3 чёрный слон · d3 белая пешка · h3 чёрная пешка · c2 чёрная пешка · g2 чёрная пешка · h2 чёрный конь · c1 чёрная ладья · d1 чёрная ладья · e1 чёрный слон | c8 белый король · c7 чёрная пешка · d7 чёрная пешка · e6 чёрная пешка · e5 чёрный король · f5 белый слон · d4 белый конь · e4 белый конь · g4 белая ладья · h4 чёрная пешка · a3 белый ферзь · b3 чёрный слон · d3 белая пешка · h3 чёрная пешка · c2 чёрная пешка · g2 чёрная пешка · h2 чёрный конь · c1 чёрная ладья · d1 чёрная ладья · e1 чёрный слон | c8 белый король · c7 чёрная пешка · d7 чёрная пешка · e6 чёрная пешка · e5 чёрный король · f5 белый слон · d4 белый конь · e4 белый конь · g4 белая ладья · h4 чёрная пешка · a3 белый ферзь · b3 чёрный слон · d3 белая пешка · h3 чёрная пешка · c2 чёрная пешка · g2 чёрная пешка · h2 чёрный конь · c1 чёрная ладья · d1 чёрная ладья · e1 чёрный слон | c8 белый король · c7 чёрная пешка · d7 чёрная пешка · e6 чёрная пешка · e5 чёрный король · f5 белый слон · d4 белый конь · e4 белый конь · g4 белая ладья · h4 чёрная пешка · a3 белый ферзь · b3 чёрный слон · d3 белая пешка · h3 чёрная пешка · c2 чёрная пешка · g2 чёрная пешка · h2 чёрный конь · c1 чёрная ладья · d1 чёрная ладья · e1 чёрный слон | c8 белый король · c7 чёрная пешка · d7 чёрная пешка · e6 чёрная пешка · e5 чёрный король · f5 белый слон · d4 белый конь · e4 белый конь · g4 белая ладья · h4 чёрная пешка · a3 белый ферзь · b3 чёрный слон · d3 белая пешка · h3 чёрная пешка · c2 чёрная пешка · g2 чёрная пешка · h2 чёрный конь · c1 чёрная ладья · d1 чёрная ладья · e1 чёрный слон | c8 белый король · c7 чёрная пешка · d7 чёрная пешка · e6 чёрная пешка · e5 чёрный король · f5 белый слон · d4 белый конь · e4 белый конь · g4 белая ладья · h4 чёрная пешка · a3 белый ферзь · b3 чёрный слон · d3 белая пешка · h3 чёрная пешка · c2 чёрная пешка · g2 чёрная пешка · h2 чёрный конь · c1 чёрная ладья · d1 чёрная ладья · e1 чёрный слон | c8 белый король · c7 чёрная пешка · d7 чёрная пешка · e6 чёрная пешка · e5 чёрный король · f5 белый слон · d4 белый конь · e4 белый конь · g4 белая ладья · h4 чёрная пешка · a3 белый ферзь · b3 чёрный слон · d3 белая пешка · h3 чёрная пешка · c2 чёрная пешка · g2 чёрная пешка · h2 чёрный конь · c1 чёрная ладья · d1 чёрная ладья · e1 чёрный слон | 1 |
|   | a | b | c | d | e | f | g | h |   |

1.Фе7 Л:d3 2.Кс6+ dc 3.Фf6+ Kpd5 4.С:е6#, 

1…К:g4 2.Kf3+ Kpf4 3.Фg5+ Кр: f3 4.С:g4#, 

1…Ca4 2.С:е6 Кр: d4 3.Фс5+ Кр: d3 4.Сс4#. 

Три сложных по конструкции правильных эхо-мата.
|   | a                                                                                                   | b                                                                                                   | c                                                                                                   | d                                                                                                   | e                                                                                                   | f                                                                                                   | g                                                                                                   | h                                                                                                   |   |
| - | --------------------------------------------------------------------------------------------------- | --------------------------------------------------------------------------------------------------- | --------------------------------------------------------------------------------------------------- | --------------------------------------------------------------------------------------------------- | --------------------------------------------------------------------------------------------------- | --------------------------------------------------------------------------------------------------- | --------------------------------------------------------------------------------------------------- | --------------------------------------------------------------------------------------------------- | - |
| 8 | a6 чёрный слон · a4 белый слон · a3 чёрный король · b3 белый конь · a2 белый конь · a1 белый король | a6 чёрный слон · a4 белый слон · a3 чёрный король · b3 белый конь · a2 белый конь · a1 белый король | a6 чёрный слон · a4 белый слон · a3 чёрный король · b3 белый конь · a2 белый конь · a1 белый король | a6 чёрный слон · a4 белый слон · a3 чёрный король · b3 белый конь · a2 белый конь · a1 белый король | a6 чёрный слон · a4 белый слон · a3 чёрный король · b3 белый конь · a2 белый конь · a1 белый король | a6 чёрный слон · a4 белый слон · a3 чёрный король · b3 белый конь · a2 белый конь · a1 белый король | a6 чёрный слон · a4 белый слон · a3 чёрный король · b3 белый конь · a2 белый конь · a1 белый король | a6 чёрный слон · a4 белый слон · a3 чёрный король · b3 белый конь · a2 белый конь · a1 белый король | 8 |
| 7 | a6 чёрный слон · a4 белый слон · a3 чёрный король · b3 белый конь · a2 белый конь · a1 белый король | a6 чёрный слон · a4 белый слон · a3 чёрный король · b3 белый конь · a2 белый конь · a1 белый король | a6 чёрный слон · a4 белый слон · a3 чёрный король · b3 белый конь · a2 белый конь · a1 белый король | a6 чёрный слон · a4 белый слон · a3 чёрный король · b3 белый конь · a2 белый конь · a1 белый король | a6 чёрный слон · a4 белый слон · a3 чёрный король · b3 белый конь · a2 белый конь · a1 белый король | a6 чёрный слон · a4 белый слон · a3 чёрный король · b3 белый конь · a2 белый конь · a1 белый король | a6 чёрный слон · a4 белый слон · a3 чёрный король · b3 белый конь · a2 белый конь · a1 белый король | a6 чёрный слон · a4 белый слон · a3 чёрный король · b3 белый конь · a2 белый конь · a1 белый король | 7 |
| 6 | a6 чёрный слон · a4 белый слон · a3 чёрный король · b3 белый конь · a2 белый конь · a1 белый король | a6 чёрный слон · a4 белый слон · a3 чёрный король · b3 белый конь · a2 белый конь · a1 белый король | a6 чёрный слон · a4 белый слон · a3 чёрный король · b3 белый конь · a2 белый конь · a1 белый король | a6 чёрный слон · a4 белый слон · a3 чёрный король · b3 белый конь · a2 белый конь · a1 белый король | a6 чёрный слон · a4 белый слон · a3 чёрный король · b3 белый конь · a2 белый конь · a1 белый король | a6 чёрный слон · a4 белый слон · a3 чёрный король · b3 белый конь · a2 белый конь · a1 белый король | a6 чёрный слон · a4 белый слон · a3 чёрный король · b3 белый конь · a2 белый конь · a1 белый король | a6 чёрный слон · a4 белый слон · a3 чёрный король · b3 белый конь · a2 белый конь · a1 белый король | 6 |
| 5 | a6 чёрный слон · a4 белый слон · a3 чёрный король · b3 белый конь · a2 белый конь · a1 белый король | a6 чёрный слон · a4 белый слон · a3 чёрный король · b3 белый конь · a2 белый конь · a1 белый король | a6 чёрный слон · a4 белый слон · a3 чёрный король · b3 белый конь · a2 белый конь · a1 белый король | a6 чёрный слон · a4 белый слон · a3 чёрный король · b3 белый конь · a2 белый конь · a1 белый король | a6 чёрный слон · a4 белый слон · a3 чёрный король · b3 белый конь · a2 белый конь · a1 белый король | a6 чёрный слон · a4 белый слон · a3 чёрный король · b3 белый конь · a2 белый конь · a1 белый король | a6 чёрный слон · a4 белый слон · a3 чёрный король · b3 белый конь · a2 белый конь · a1 белый король | a6 чёрный слон · a4 белый слон · a3 чёрный король · b3 белый конь · a2 белый конь · a1 белый король | 5 |
| 4 | a6 чёрный слон · a4 белый слон · a3 чёрный король · b3 белый конь · a2 белый конь · a1 белый король | a6 чёрный слон · a4 белый слон · a3 чёрный король · b3 белый конь · a2 белый конь · a1 белый король | a6 чёрный слон · a4 белый слон · a3 чёрный король · b3 белый конь · a2 белый конь · a1 белый король | a6 чёрный слон · a4 белый слон · a3 чёрный король · b3 белый конь · a2 белый конь · a1 белый король | a6 чёрный слон · a4 белый слон · a3 чёрный король · b3 белый конь · a2 белый конь · a1 белый король | a6 чёрный слон · a4 белый слон · a3 чёрный король · b3 белый конь · a2 белый конь · a1 белый король | a6 чёрный слон · a4 белый слон · a3 чёрный король · b3 белый конь · a2 белый конь · a1 белый король | a6 чёрный слон · a4 белый слон · a3 чёрный король · b3 белый конь · a2 белый конь · a1 белый король | 4 |
| 3 | a6 чёрный слон · a4 белый слон · a3 чёрный король · b3 белый конь · a2 белый конь · a1 белый король | a6 чёрный слон · a4 белый слон · a3 чёрный король · b3 белый конь · a2 белый конь · a1 белый король | a6 чёрный слон · a4 белый слон · a3 чёрный король · b3 белый конь · a2 белый конь · a1 белый король | a6 чёрный слон · a4 белый слон · a3 чёрный король · b3 белый конь · a2 белый конь · a1 белый король | a6 чёрный слон · a4 белый слон · a3 чёрный король · b3 белый конь · a2 белый конь · a1 белый король | a6 чёрный слон · a4 белый слон · a3 чёрный король · b3 белый конь · a2 белый конь · a1 белый король | a6 чёрный слон · a4 белый слон · a3 чёрный король · b3 белый конь · a2 белый конь · a1 белый король | a6 чёрный слон · a4 белый слон · a3 чёрный король · b3 белый конь · a2 белый конь · a1 белый король | 3 |
| 2 | a6 чёрный слон · a4 белый слон · a3 чёрный король · b3 белый конь · a2 белый конь · a1 белый король | a6 чёрный слон · a4 белый слон · a3 чёрный король · b3 белый конь · a2 белый конь · a1 белый король | a6 чёрный слон · a4 белый слон · a3 чёрный король · b3 белый конь · a2 белый конь · a1 белый король | a6 чёрный слон · a4 белый слон · a3 чёрный король · b3 белый конь · a2 белый конь · a1 белый король | a6 чёрный слон · a4 белый слон · a3 чёрный король · b3 белый конь · a2 белый конь · a1 белый король | a6 чёрный слон · a4 белый слон · a3 чёрный король · b3 белый конь · a2 белый конь · a1 белый король | a6 чёрный слон · a4 белый слон · a3 чёрный король · b3 белый конь · a2 белый конь · a1 белый король | a6 чёрный слон · a4 белый слон · a3 чёрный король · b3 белый конь · a2 белый конь · a1 белый король | 2 |
| 1 | a6 чёрный слон · a4 белый слон · a3 чёрный король · b3 белый конь · a2 белый конь · a1 белый король | a6 чёрный слон · a4 белый слон · a3 чёрный король · b3 белый конь · a2 белый конь · a1 белый король | a6 чёрный слон · a4 белый слон · a3 чёрный король · b3 белый конь · a2 белый конь · a1 белый король | a6 чёрный слон · a4 белый слон · a3 чёрный король · b3 белый конь · a2 белый конь · a1 белый король | a6 чёрный слон · a4 белый слон · a3 чёрный король · b3 белый конь · a2 белый конь · a1 белый король | a6 чёрный слон · a4 белый слон · a3 чёрный король · b3 белый конь · a2 белый конь · a1 белый король | a6 чёрный слон · a4 белый слон · a3 чёрный король · b3 белый конь · a2 белый конь · a1 белый король | a6 чёрный слон · a4 белый слон · a3 чёрный король · b3 белый конь · a2 белый конь · a1 белый король | 1 |
|   | a                                                                                                   | b                                                                                                   | c                                                                                                   | d                                                                                                   | e                                                                                                   | f                                                                                                   | g                                                                                                   | h                                                                                                   |   |

Решение: 

1.Kc5! Cb5!? 2.Cc2! Cd3! 3.Kb4! C:c2 4.K:c2#.

## Книги
- Šachová úloha, Praha, 1953;
- Vybrané šachové skladby V. Pachmana, Praha, 1972;
- Vybrané šachove skladby, Praha, 1980.